# ليون فيار بيلتران
ليون فيار بيلتران (بالإسبانية: León Villar Beltrán، ولد في 25 سبتمبر 1969، بورخاسوت، بلنسية، إسبانيا) لاعب جودو إسباني. تخصص في وزن تحت 86 كيلوغرام.

## إنجازاته

### بطولة العالم للجودو
- 1993 هاميلتون  كندا:  ميدالية برونزية في وزن تحت 86 كغم.

### بطولة أوروبا للجودو
- 1991 براغ  جمهورية التشيك:  ميدالية برونزية في وزن تحت 86 كغم.
- 1992 باريس  فرنسا:  ميدالية برونزية في وزن تحت 86 كغم.

## روابط خارجية
- ليون فيار بيلتران على موقع JudoInside.com (الإنجليزية)
- ليون فيار بيلتران على موقع أوليمبيديا (الإنجليزية)